# Manuel Dorrego

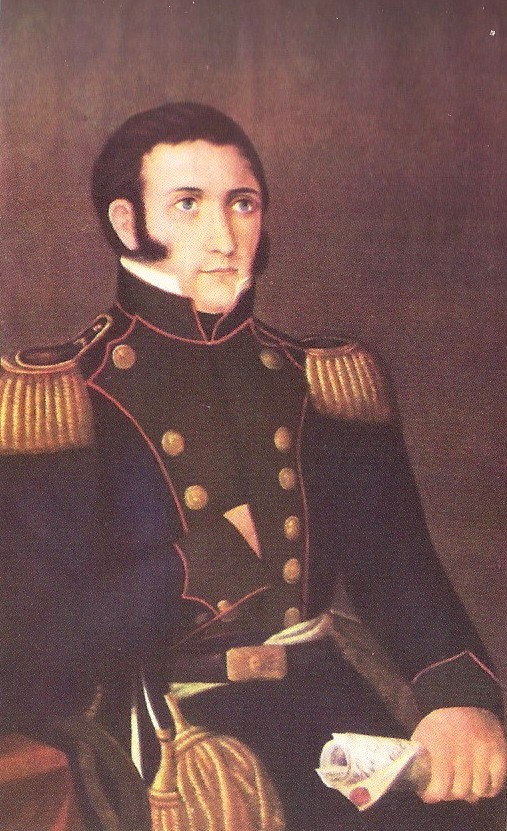
Manuel Dorrego

Manuel Críspulo Bernabé Dorrego (Buenos Aires, 11 de junho de 1787 — Navarro, 13 de dezembro de 1828) foi militar e político argentino, governador de Buenos Aires por duas vezes, de 29 de junho a 20 de setembro de 1820 e de 12 de agosto de 1827 até a sua deposição pelo golpe de Estado conduzido por Juan Lavalle, em 1 de dezembro de 1828. Foi assassinado 12 dias depois por ordem de Lavalle, sem julgamento prévio.
Filho comerciante português José António do Rego e de María de la Ascensión Salas, foi o mais jovem de cinco irmãos.
Com a renúncia de Bernardino Rivadavia ao Governo da província de Buenos Aires, em 27 de julho de 1827, a legislatura provincial de base federalista elegeu Manuel Dorrego como governador em 12 de agosto. Apesar da reputação de impulsivo e hostil aos interesses comerciais ingleses, adotou uma postura pragmática na condução do governo, nomeando Manuel Moreno como Ministro de Governo (ligado à causa inglesa e irmão do falecido unitário Mariano Moreno), convidando estancieiros conservadores como Tomás Manuel de Anchorena (que não aceitou) e reconhecendo como general da milícia do sul Juan Manuel de Rosas, futuro ditador argentino. Empenhou-se na restauração das relações com os caudilhos do interior e na construção de uma base política popular na província de Buenos Aires, o que resultou em uma vitória expressiva nas eleições provinciais de maio de 1828. Este fato alarmou os unitários portenhos, que acusaram Dorrego de participação fraudulenta no processo eleitoral e, mediante a possibilidade de não recuperarem o poder ao federalista popular, organizaram um golpe de Estado contra um governo legalmente constituído.
O fato que gerou a oportunidade foi a celebração do acordo entre Brasil e Argentina que reconheceu a independência do Uruguai, intermediado pelo ministro Manuel José García e assinado em 5 de setembro de 1828. Durante o governo de Rivadavia, García havia conduzido este processo de modo a ceder a província da Banda Oriental ao Brasil, contra as orientações portenhas originalmente recebidas. Mesmo com a invalidação deste acordo por Rivadavia, este fato resultou em mais um desgaste para o governo de Buenos Aires, que culminou com a sua renúncia e o descrédito popular de García. Ainda que o novo acordo fosse melhor que este anterior, os unitários se mostraram insatisfeitos, dentre os quais Juan Galo Lavalle, ex-soldado e herói da independência argentina e que neste momento era o comandante das tropas portenhas no Uruguai. Dorrego tinha em seus planos cruzar a fronteira com o Império do Brasil, tomar o Rio Grande do Sul para a Argentina, mas com a interferência da Inglaterra na Banda Oriental do Uruguai e o Tratado das Províncias Unidas do Prata com o Brasil não foi possível concluir seu "Sonho" de recuperar os Pampas para Soberania Argentina.
Ao tomar conhecimento da assinatura do tratado, Lavalle organizou suas tropas e marchou rumo à Buenos Aires. Ainda que avisado sobre a iminência do golpe, Dorrego subestima o movimento e em carta ao Conde de Aberdeen de 2 de dezembro de 1828 ele afirma que se nega a crer que "os amigos da ordem como os unitários se rebelariam contra seu governo inteiramente legítimo, livremente eleito pela província de Buenos Aires e apoiado pela maioria das legislaturas provinciais".
Com a chegada de Lavalle e sua tropa à Buenos Aires ao final de novembro de 1828, os unitários (adotando uma postura contrária a até então publicamente exercida de defesa da democracia institucional) uniram-se ao movimento e proclamaram a queda de Dorrego e a nomeação de Lavalle como novo governador em 1 de dezembro de 1828. No enfrentamento pelas armas, as tropas golpistas venceram a batalha contra as escassas milícias federais em Navarro, obrigando Dorrego a fugir. Pouco depois foi capturado e entregue à Lavalle.
Em um de seus primeiros atos de governo, Lavalle dissolve a legislatura provincial de Buenos Aires. Seguindo o conselho de seus assessores unitários, pelo temor à popularidade de Manuel Dorrego, Lavalle ordena a sua execução sumária em 13 de dezembro de 1828.
Sergio Corrêa da Costa, em seu livro Brasil, segredo de Estado, associa a Revolta dos Mercenários a um complô envolvendo Manuel Dorrego, governador de Buenos Aires, e os alemães Federico Bauer e Antonio Martín Thym, cujo objetivo visava sequestrar e mesmo matar Pedro I, assim como a independência de Santa Catarina, durante a Guerra da Cisplatina.
O enviado britânico Ponsonby, em correspondência ao Foreign Office, informou o seguinte a respeito da conspiração:
| “ | "Também foram ganhos os irlandeses, chegados recentemente ao Rio de Janeiro, e seu agente foi a Buenos Aires, para onde zarpou com Fournier. Os alemães e irlandeses serão compensados com terras e dinheiro; supõe-se que o Imperador carece de tropas nacionais para apoiá-lo. A intenção é sequestrá-lo, porém, somente em caso de resistência, matá-lo. A monarquia seria absolvida e seriam criadas cinco repúblicas, a saber: Pernambuco, Bahia, Rio de Janeiro, São Paulo e Rio Grande. Dorrego, governador de Buenos Aires, comprometeu-se por um tratado a dar apoio à insurreição e fazer aliança com toda província que rechace a autoridade do Imperador". (Carta de Ponsonby ao seu governo, 12 de fevereiro de 1828, en V. D. Sierra, op. cit., tomo VII, p. 616, y F.O 6/22, Ponsonby a Dudley e Ward, 12 de fevereiro de 1828, em H. S. Ferns, Reino Unido e Argentina no século XIX, Buenos Aires, Buenos Aires, Solar-Hachette, 1966, p. 197. | ” |